# ليالي فبراير
ليالي فبراير، هو مهرجان غنائي ثقافي اجتماعي وديني. أقيم لأول مرة في دولة الكويت في الفترة ما بين 28 فبراير - 20 مارس 2009. وكان من المفترض إقامته لأول مرة في الفترة ما بين 1 فبراير 2009 حتى 21 فبراير 2009 ولكن تم تأجيله بعد مجزرة غزة في ديسمبر 2008.

## نبذة عن المهرجان

شعار شركة روتانا

يعتبر مهرجان ليالي فبراير ثاني مهرجان غنائي يقام في الكويت بعد مهرجان هلا فبراير. نظم الدورة الأولى منه تلفزيون الوطن بالتعاون مع شركة روتانا مع ليواكب الاحتفالات الوطنية وأعياد التحرير والاستقلال في شهر فبراير.
وقد تبلورة فكرة إقامة المهرجان بعد أن دبت خلافات بين الجهة المنظمة لحفلات هلا فبراير وشركة روتانا (وهي الشركة التي قامت بتنظيم المهرجان في السنوات الخمس السابقة لعام 2009). حين حاولت روتانا متمثلة بالمدير التنفيذي سالم الهندي التدخل في غير شؤونه ومحاولة السيطرة الكاملة واحتكار مهرجان هلا فبراير. وكبرت الخلافات لأسباب عديدة منها معارضته لتواجد الفنانة أصالة بسبب خلافه الشخصي معها بالرغم إنها من شركة روتانا، ولرغبته المستمرة بدعوة فناني روتانا بغض النظر إن كانت لهم جماهيرية في الكويت أم لا. فجاءت فكرة إقامة حفلات غنائية بنفس فترة مهرجان هلا فبراير لمنافسته. وبعد شراء قناة الراي حقوق البث الخاصة بنقل حفلات هلا فبراير مباشرة، وعدم حصول قناة الوطن على تلك الحقوق لبث الحفلات، إتجهت قناة الوطن لتنظيم المهرجان بمشاركة مع شركة روتانا.

### الدورة الثانية من المهرجان
تولى تلفزيون الوطن منفردًا تنظيم المهرجان بعد انسحاب شركة روتانا، كما دمجت فعاليات المهرجان مع مهرجان هلا فبراير بحيث تكون الفعاليات الدينية والفنية والشعرية في مهرجان هلا فبراير هي فعاليات ليالي فبراير مع احتفاظ كل مهرجان باسمه.

## البرامج والفعاليات
يضم المهرجان عدد من الفعاليات والبرامج، يمكن تقسيمها إلى خمس فئات حسب انشطتها وهي : (أمسيات شعرية، ندوات دينية، حفلات غنائية، حفلات شعبية، مهرجان انشادي)

### الحفلات الغنائية في الدورة الأولى
| ترتيب الحفلات          | التاريخ      | الفنانيين المشاركين                           | ملاحظات |
| ---------------------- | ------------ | --------------------------------------------- | --- |
| الحفلة الشعبية الأولى  | 3 مارس 2009  | فرقة حمد بن حسين سلمان العماري صلاح حمد خليفة | |
| الحفلة الأولى          | 5 مارس 2009  | أبو بكر سالم ← أحلام محمد عبده                | حلت الفنانة أحلام بدلًا من الفنان أبو بكر سالم وذلك بعد تعرضه لمشاكل صحية. |
| الحفلة الثانية         | 6 مارس 2009  | بشار الشطي نانسي عجرم تامر حسني               | شهدت فقرة الفنان تامر حسني افتتاحية خاصة ومقدمة منفردة تقام لأول مرة في مهرجانات دولة الكويت الغنائية، حيث كان دخوله على فيديو كليبات قديمة للفنان، بالإضافة للاستعراضات بالنيران في المسرح. |
| الحفلة الشعبية الثانية | 10 مارس 2009 | عوض بن ساحب عبود خواجه خالد الملا             | |
| الحفلة الثالثة         | 13 مارس 2009 | إليسا عمرو دياب نوال الكويتية                 | شهدت فقرة نوال الكويتية افتتاحية خاصة عبارة عن زفة قام بتأديتها الفنان بلال الشامي وفرقته وذلك بمناسبة زواج الفنانة نوال الكويتية من الملحن مشعل العروج.                                     |
| الحفلة الشعبية الثالثة | 17 مارس 2009 | سليمان القصار                                 | |
| الحفلة الرابعة         | 19 مارس 2009 | فضل شاكر نجوى كرم عبد المجيد عبد الله         | |
| الحفلة الخامسة         | 20 مارس 2009 | شيرين عبد الوهاب حسين الجسمي عبد الله الرويشد | شهدت فقرة عبد الله الرويشد تكريم خاص للفنان أبو بكر سالم. |
| الحفلة السادسة         | 21 مارس 2009 | نوال الزغبي نبيل شعيل راشد الماجد             | تأجل الحفل من تاريخ 12 مارس إلى 21 مارس بسبب مرض الفنان راشد الماجد. سقط الفنان نبيل شعيل من على المسرح أثناء غنائه أغنيه "يا دار" لكنه لم يصب بأذى.                                         |

### الحفلات الغنائية في الدورة الثانية
| ترتيب الحفلات  | التاريخ        | الفنانيين المشاركين                                  | ملاحظات |
| -------------- | -------------- | ---------------------------------------------------- | ------- |
| الحفلة الأولى  | 4 فبراير 2010  | بشار الشطي محمد حماقي ميريام فارس فرقة ميامي         |         |
| الحفلة الثانية | 5 فبراير 2010  | فضل شاكر شيرين عبد الوهاب عبد الله الرويشد           |         |
| الحفلة الثالثة | 11 فبراير 2010 | عبد الرحمن الحريبي أبو بكر سالم نبيل شعيل أصالة نصري |         |
| الحفلة الرابعة | 12 فبراير 2010 | يارا وائل كفوري حسين الجسمي                          |         |
| الحفلة الخامسة | 18 فبراير 2010 | أنغام أصيل أبو بكر أحلام                             |         |
| الحفلة السادسة | 19 فبراير 2010 | أسماء المنور وردة الجزائرية محمد عبده                |         |

### الحفلات الغنائية في الدورة الثالثة
| ترتيب الحفلات          | التاريخ        | الفنانيين المشاركين                                                    | ملاحظات |
| ---------------------- | -------------- | ---------------------------------------------------------------------- | --- |
| الحفلة الأولى          | 3 فبراير 2011  | عبد الفتاح جريني منى أمرشا أصالة نصري راغب علامة                       | |
| الحفلة الثانية         | 4 فبراير 2011  | فارس كرم شيرين عبد الوهاب ← نبيل شعيل رابح صقر                         | كان من المفترض مشاركة الفنانة المصرية شيرين عبد الوهاب بالحفل، إلا إنها قدمت اعتذرها قبل أنطلاق المهرجان بسبب اندلاع ثورة 25 يناير في مصر، وحل بدلًا منها الفنان نبيل شعيل. |
| الحفلة الشعبية الأولى  | 9 فبراير 2011  | جاسم بن حسن صلاح حمد خليفة فواز المرزوق سلمان العماري                  | |
| الحفلة الثالثة         | 10 فبراير 2011 | ديانا كرزون آمال ماهر ← حمود ناصر هاني شاكر ← فايز السعيد ← بشار الشطي | كان من المفترض مشاركة الفنان هاني شاكر والفنانة آمال ماهر بالحفل، إلا إنها اعتذرا قبل موعد الحفل بسبب اندلاع ثورة 25 يناير في مصر، وحل بدلًا عنهما الفنانين حمود ناصر وفايز السعيد وبشار الشطي. قدم الفنانين إبراهيم دشتي ومايد عبد الله أغنية لكل منهما في الحفل، كما شارك الفنان بدر الشعيبي بالغناء مع بشار الشطي. |
| الحفلة الرابعة         | 11 فبراير 2011 | أسماء المنور أبو بكر سالم عبد الله الرويشد                             | تم خلال الحفل تكريم ملحن النشيد الوطني الكويتي إبراهيم الصولة. |
| الحفلة الشعبية الثانية | 16 فبراير 2011 | باسم الردهان سليمان القصار فطومة                                       | |
| الحفلة الخامسة         | 17 فبراير 2011 | وعد نبيل شعيل ← يارا ماجد المهندس                                      | حلت الفنانة يارا بدلًا من الفنان نبيل شعيل الذي قدمت حفلته إلى الحفلة الثانية. |
| الحفلة السادسة         | 18 فبراير 2011 | فهد الكبيسي نوال الكويتية محمد عبده                                    | |

### الحفلات الغنائية في الدورة الرابعة
ألغيت الحفلات الغنائية ضمن هذه الدورة وذلك تضامنًا مع ما يتعرض له الشعب السوري. إلا إنه تم بعد ذلك الإعلان عن إقامه حفلين غنائيين فقط.
| ترتيب الحفلات  | التاريخ        | الفنانيين المشاركين                                               | ملاحظات |
| -------------- | -------------- | ----------------------------------------------------------------- | ------- |
| الحفلة الأولى  | 23 فبراير 2012 | عبد القادر هدهود وائل جسار ديانا حداد شيرين عبد الوهاب طيور الجنة |         |
| الحفلة الثانية | 24 فبراير 2012 | فضل شاكر عبادي الجوهر عبد الله الرويشد                            |         |